# Abia nitens
Abia nitens är en stekelart som först beskrevs av Carl von Linné 1758.  Abia nitens ingår i släktet Abia, och familjen klubbhornsteklar. Arten är reproducerande i Sverige.